# Anthony Caruso
Anthony „Tony“ Caruso (* 7. April 1916 in Frankfort, Indiana; † 4. April 2003 in Brentwood, Kalifornien) war ein US-amerikanischer Schauspieler.

## Leben und Karriere
Anthony Caruso wurde als Sohn italienischer Einwanderer in Indiana geboren, sein Vater arbeitete als Obsthändler. Im Alter von zehn Jahren zog er mit seiner Familie nach Long Beach, zunächst wollte er Sänger werden. Seine Ausbildung zum Schauspieler absolvierte er am Pasadena Playhouse, hier freundete er sich auch mit Alan Ladd an – sie drehten später zusammen zwölf Filme, wobei Caruso oft als Gegenspieler zu Ladd eingesetzt wurde. Sein Filmdebüt machte er 1940 in dem Kriminalfilm Johnny Apollo an der Seite von Tyrone Power und Dorothy Lamour.
Bereits in Johnny Apollo übernahm Caruso eine Schurkenrolle als Gangsterhandlanger und auch in den folgenden Jahrzehnten sollte der hochgewachsene, breitschultrige Schauspieler diesem Rollentypus treu bleiben. Mit seinem südländischen Aussehen spielte er verschiedene Ethnien wie Italiener, Indianer, Mexikaner, Araber, Perser und Südamerikaner. Eine seiner bekanntesten Rollen hatte er als Safeknacker Louis Ciavelli in John Hustons Filmklassiker Asphalt-Dschungel aus dem Jahr 1950. Er spielte auch in vielen Western, beispielsweise Königin der Berge mit Barbara Stanwyck oder Saskatschewan mit Alan Ladd, und in zwei Tarzan-Streifen. Ab den 1960er-Jahren arbeitete Caruso fast ausschließlich für das Fernsehen. In Westernserien wie Rauchende Colts, Bonanza oder Die Leute von der Shiloh Ranch übernahm er abermals Schurkenrollen. In einigen Fernsehserien der 1960er- und 1970er-Jahre spielte er ausnahmsweise auch sympathischere Charakter.
Im Laufe seiner Hollywood-Karriere zwischen 1940 und 1990 spielte Caruso in rund 120 Kinofilmen und 140 Fernsehproduktionen. Von 1940 bis zu seinem Tod, insgesamt 63 Jahre, war er mit seiner Ehefrau Tonia Valente verheiratet. Der Vater von zwei Kindern starb am 4. April 2003, drei Tage vor seinem 87. Geburtstag.

## Filmografie (Auswahl)

### Kino
- 1940: Johnny Apollo
- 1940: Die scharlachroten Reiter (North West Mounted Police)
- 1941: Tall, Dark and Handsome
- 1942: Im Schatten des Herzens (Always in My Heart)
- 1942: Abenteuer in Panama (Across the Pacific)
- 1943: Watch on the Rhine
- 1943: Die Wunderpille (Jitterbugs)
- 1943: Gefährliche Flitterwochen (Above Suspicion)
- 1944: Der Ring der Verschworenen (The Conspirators)
- 1944: Dr. Wassells Flucht aus Java (The Story of Dr. Wassell)
- 1945: Pride of the Marines
- 1945: Star in the Night
- 1945: A Gun in His Hand
- 1945: Der Held von Burma (Objective, Burma!)
- 1946: Die blaue Dahlie (The Blue Dahlia)
- 1946: Mit Pinsel und Degen (Monsieur Beaucaire)
- 1946: Mutterherz (To Each His Own)
- 1946: Tarzan und das Leopardenweib (Tarzan and the Leopard Woman)
- 1946: The Catman of Paris
- 1947: Detektiv mit kleinen Fehlern (My Favorite Brunette)
- 1947: Rauhe Ernte (Wild Harvest)
- 1949: Sumpf des Verbrechens (Scene of the Crime)
- 1949: Alarm in der Unterwelt (The Undercover Man)
- 1949: Die Braut des Maharadscha (Song of India)
- 1950: Asphalt-Dschungel (The Asphalt Jungle)
- 1950: Tarzan und das Sklavenmädchen (Tarzan and the Slave Girl)
- 1951: Ein Satansweib (His Kind of Woman)
- 1952: Tommy macht das Rennen (Boots Malone)
- 1952: Kampf um den Piratenschatz (Blackbeard the Pirate)
- 1952: Im Banne des Teufels (The Iron Mistress)
- 1953: König der Piraten (Raiders of the Seven Seas)
- 1954: Königin der Berge (Cattle Queen of Montana)
- 1954: Saskatschewan (Saskatchewan)
- 1954: Der einsame Adler (Drum Beat)
- 1954: Der Würger von Paris (Phantom of the Rue Morgue)
- 1956: Ritt in den Tod (Walk the Proud Land)
- 1956: Schrei in der Nacht (A Cry in the Night)
- 1957: So enden sie alle (Baby Face Nelson)
- 1958: Geraubtes Gold (The Badlanders)
- 1958: Die Letzten der 2. Schwadron (Fort Massacre)
- 1959: Heiße Grenze (The Wonderful Country)
- 1962: Flucht aus Zahrain (Escape from Zahrain)
- 1964: Wohin die Liebe führt (Where Love Has Gone)
- 1970: Der Indianer (Flap)
- 1976: Die Mafia kennt keine Gnade (Mean Johnny Barrows)
- 1990: Die Abenteuer des Grizzly Adams (The Legend of Grizzly Adams)

### Fernsehen
- 1951: The Bigelow Theatre (1 Folge)
- 1955: The Lone Ranger (1 Folge)
- 1956–1957: Corky und der Zirkus (Circus Boy; 2 Folgen)
- 1957–1975: Rauchende Colts (Gunsmoke; 14 Folgen)
- 1958: Josh (Staffel 1 Folge 8)
- 1959: Peter Gunn (1 Folge)
- 1959–1962: Am Fuß der blauen Berge (Laramie; 3 Folgen)
- 1959–1964: Bonanza (4 Folgen)
- 1960–1965: Tausend Meilen Staub (Rawhide; 4 Folgen)
- 1961: Kein Fall für FBI (The Detectives; 1 Folge)
- 1962–1965: Perry Mason (3 Folgen)
- 1965: Mini-Max (Get Smart; 1 Folge)
- 1965: The Addams Family (1 Folge)
- 1966: Tarzan (1 Folge)
- 1966–1970: Die Leute von der Shiloh Ranch (The Virginian; 3 Folgen)
- 1968: Raumschiff Enterprise (Star Trek; 1 Folge)
- 1969: Ihr Auftritt, Al Mundy (It Takes a Thief; 2 Folgen)
- 1969–1973: FBI (The F.B.I; 3 Folgen)
- 1971: Mannix (1 Folge)
- 1971: Kobra, übernehmen Sie (Mission: Impossible; 1 Folge)
- 1971: Meine drei Söhne (My Three Sons; 1 Folge)
- 1972: Der Chef (Ironside; 1 Folge)
- 1973: Die Straßen von San Francisco (The Streets of San Francisco; 1 Folge)
- 1977: Make-up und Pistolen (Police Woman; 1 Folge)
- 1978: Baretta (1 Folge)
- 1978: Hawaii Fünf-Null (Hawaii Five O; 1 Folge)
- 1978: Yogi’s Space Race (7 Folgen)
- 1981: Der unglaubliche Hulk (The Incredible Hulk; 1 Folge)
- 1986: Hunter (Fernsehserie, Folge 2x14: Verbrannt zur Unkenntlichkeit)